# På livets landsväg
På livets landsväg (finska: Orpopojan valssi) är en finländsk biografisk film från 1949, regisserad av Ville Salminen med Sakari Halonen och Eija Inkeri i huvudrollerna. Filmen handlar om kuplettsångaren J. Alfred Tanners liv.
I filmen framställs J. Alfred Tanners (Sakari Halonen) liv, från tiden som byggmästare till populariteten som kuplettsångare på 1910- och 1920-talen. Eija Inkeri spelar Tanners hustru Milda. Tanner börjar uppträda på biografen Helikon i Helsingfors och framgångarna avlöser varandra, men mot 1920-talet drabbas sångaren av tuberkulos och avlider i hemmet i Nujula, Rautalampi.

## Musik i filmen[1]
- Orpopojan valssi (text: Tanner)
- Tytön huivi (text: Tanner)
- Juuveli ja Toijeli (text: Tanner)
- Paimenpoika (text: Tanner)
- Teksasin keltaruusu
- Vosikan renki (text: Tanner)
- Laulu on iloni ja työni (text: Tanner)
- Kantarella ja Jimmy (text: Tanner)
- Tytöt ja pojat samasta kylästä (text: Tanner)
- Sellainen on puhelin (text: Tanner)
- Tuli tuli tei (text: Tanner)
- Hiilenkantaja Jokinen (text: Tanner)
- Vihellän vaan (text: Tanner)
- Viimeinen lautta (text: Tanner)
- Nujulan talkoopolkka (text: Tanner)
- Ylioppilas (text: Tanner)
- Poliisina ollessani (text: Tanner)
- Lindholmin Kalle heinäkuorman päällä (text: Tanner)
- Rekryytti (text: Tanner)
- Mamman lellipoika (text: Tanner)
- Pilanlaskija (text: Tanner)
- Meripoika (text: Tanner)
- Kiperä polkka (text: Tanner)
- Porilaisten marssi (Björneborgarnas marsch)

## Medverkande (urval)[2]
- Sakari Halonen - J. Alfred Tanner
- Eija Inkeri - Milda Tanner
- Aku Korhonen - pianist
- Veikko Linna - chef för Helikon
- Ture Ara - läkare
- Jalmari Parikka - Rulf Frapin, sångare